# Zonnesteen (kompas)

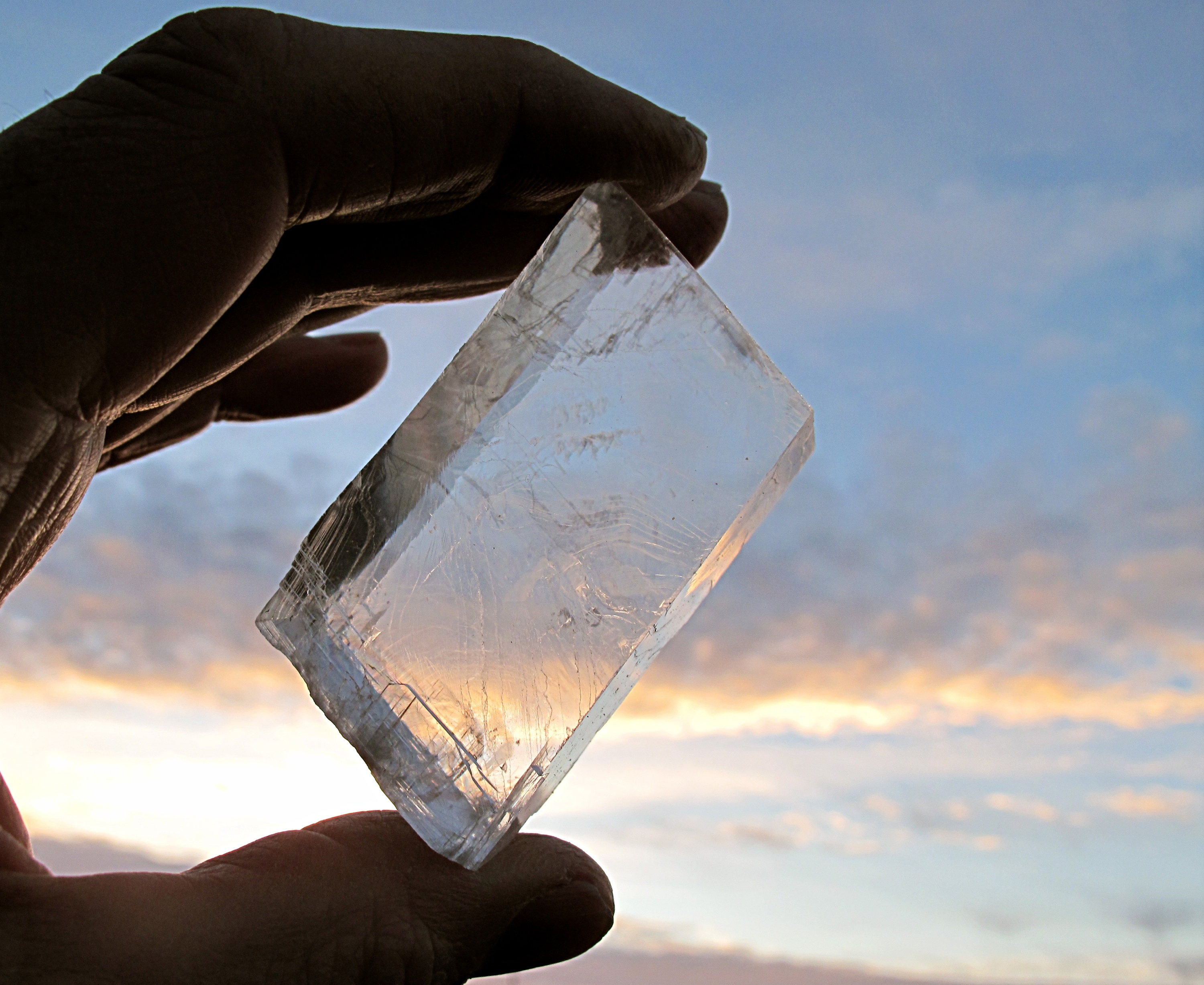
IJslandspaat

Volgens de overlevering uit de tijd van de Vikingen en alszodanig bevestigd door recent wetenschappelijk onderzoek werd de zonnesteen (IJslands: sólarsteinn) gebruikt als een navigatiehulpmiddel. Zonnestenen (ook wel helioliet genoemd) worden ook vermeld in de inventarissen van verschillende kerken en een klooster in het 14e- tot 15e-eeuwse IJsland. 

## Als kompas
Vermoedelijk hebben de Vikingen oligoklaas, wellicht IJslandspaat, als navigatie-instrument gebruikt om op zee bij bewolkt weer de positie van de zon te kunnen bepalen. Dit mineraal (gekristalliseerd calciumcarbonaat) kan gepolariseerd zonlicht zichtbaar maken dat door de breking in de atmosfeer kringen rond de zon vormt. De zonnesteen werd daarbij door het gezichtsveld bewogen tot het een geelachtig entoptisch verschijnsel op het fovea van het oog veroorzaakte, nl. de Bundel van Haidinger. Het transparante kristal verdubbelt de ringen. Als beide even sterk zichtbaar zijn en er dus geen dubbele breking is is het kristal recht op de zon gericht. De ringen zijn ook zichtbaar als de zon al even onder is. Aldus kan het azimut van de zon worden bepaald bij een volledig bewolkte hemel of wanneer de zon zich net onder de horizon bevindt.

## Gevonden zonnesteen
In 2013 vond een team onderzoekers van de universiteit van Rennes een eeuwenoude zonnesteen in het wrak van een Brits schip dat in 1592 zonk voor de Franse kust van Normandië bij Alderney. Reeds in de 9de en de 10de eeuw zouden de Vikings het navigatiemiddel hebben gebruikt. Het zou verklaren waarom ze in staat waren grote afstanden op zee af te leggen, lang voor het magnetisch kompas bestond. Het kristal was zo betrouwbaar dat schepen het nog lang na de introductie van dat magnetisch kompas als een reservekompas aan boord hadden. Dat verklaart waarom het in het wrak van een zestiende-eeuws schip werd gevonden.
Eén Noorse sage, Rauðúlfs þáttr, vermeldt een mysterieuze "zonnesteen" – een magische steen die zeilers de weg wees wanneer de zon verdween. De redenen waarom sceptici lange tijd aan het bestaan van de zonnesteen hebben getwijfeld, is dat hij is opgenomen in de sage van Sint-Olaf, waar heel veel magische elementen in voorkomen en dat hij nooit werd aangetroffen in de graven of schepen van Vikingen. Volgens het onderzoeksteam zijn de calcietkristallen echter zeer kwetsbaar voor zeezout, zuren en hitte en daarom erg vergankelijk en dus moeilijk te vinden.